# Église Évangélique Réformée du canton de Vaud

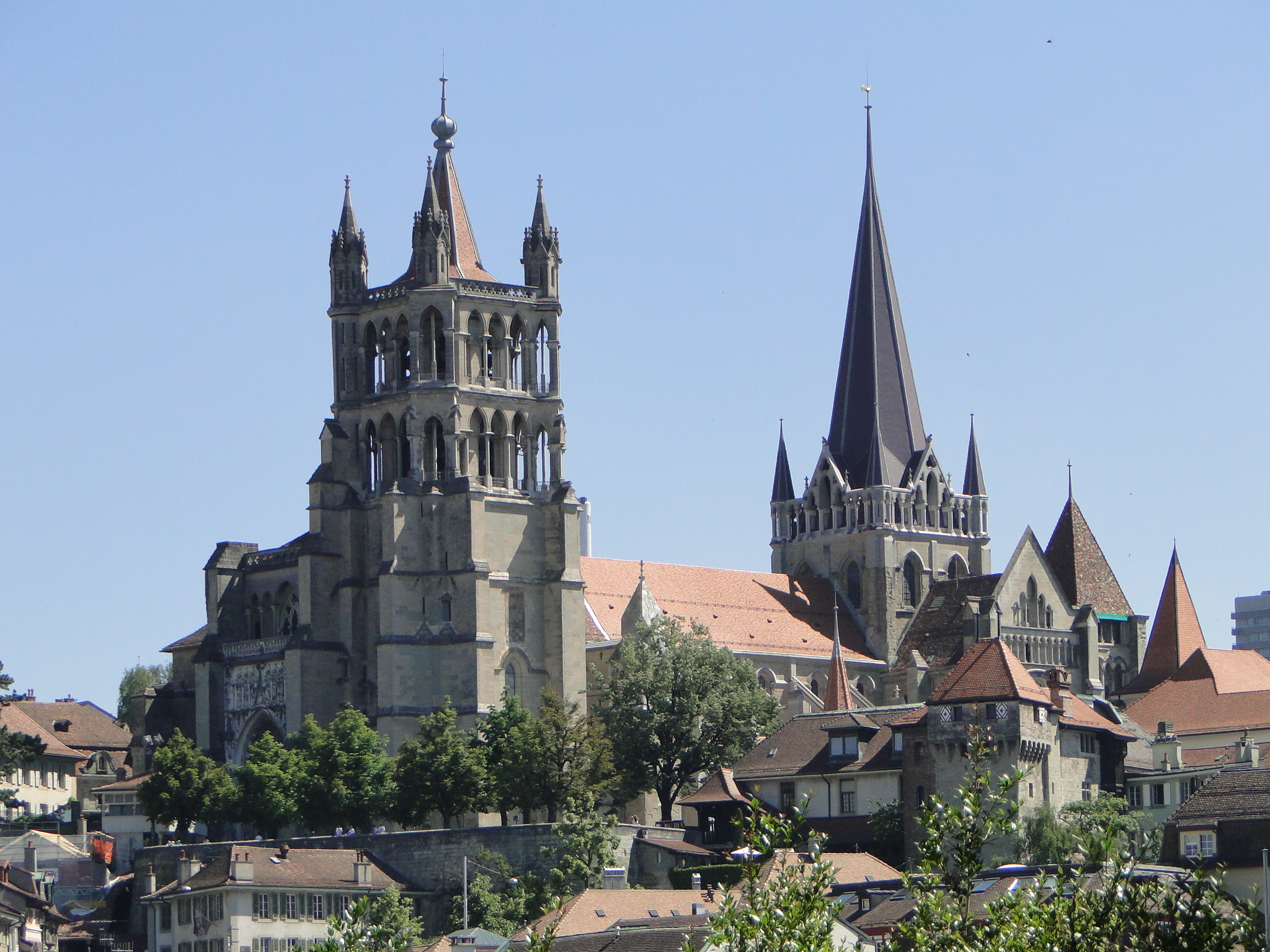
Kathedrale Notre Dame, ehemals Bischofssitz, heute Hauptkirche der Stadt Lausanne sowie der Église évangélique réformée du canton de Vaud

Die Église Évangélique Réformée du canton de Vaud (dt. Evangelisch-reformierte Kirche des Kantons Waadt) ist die reformierte Kantonalkirche im Schweizer Kanton Waadt. Sie entstand im Jahre 1966 durch die Fusion der Église libre und der Église nationale. Sie ist Mitglied der Evangelisch-reformierten Kirche Schweiz.

## Geschichte
Die Reformation konnte bereits im Jahr 1526 durch das Wirken von Guillaume Farel und Pierre Viret im damals savoyischen Waadtland Fuss fassen. Mit der Eroberung des Waadtlands durch Bern im Jahre 1536 wurde die Kirche eng an den Staat gebunden und diese enge Verbindung blieb auch nach der Gründung des Kantons Waadt im Jahre 1803 erhalten.

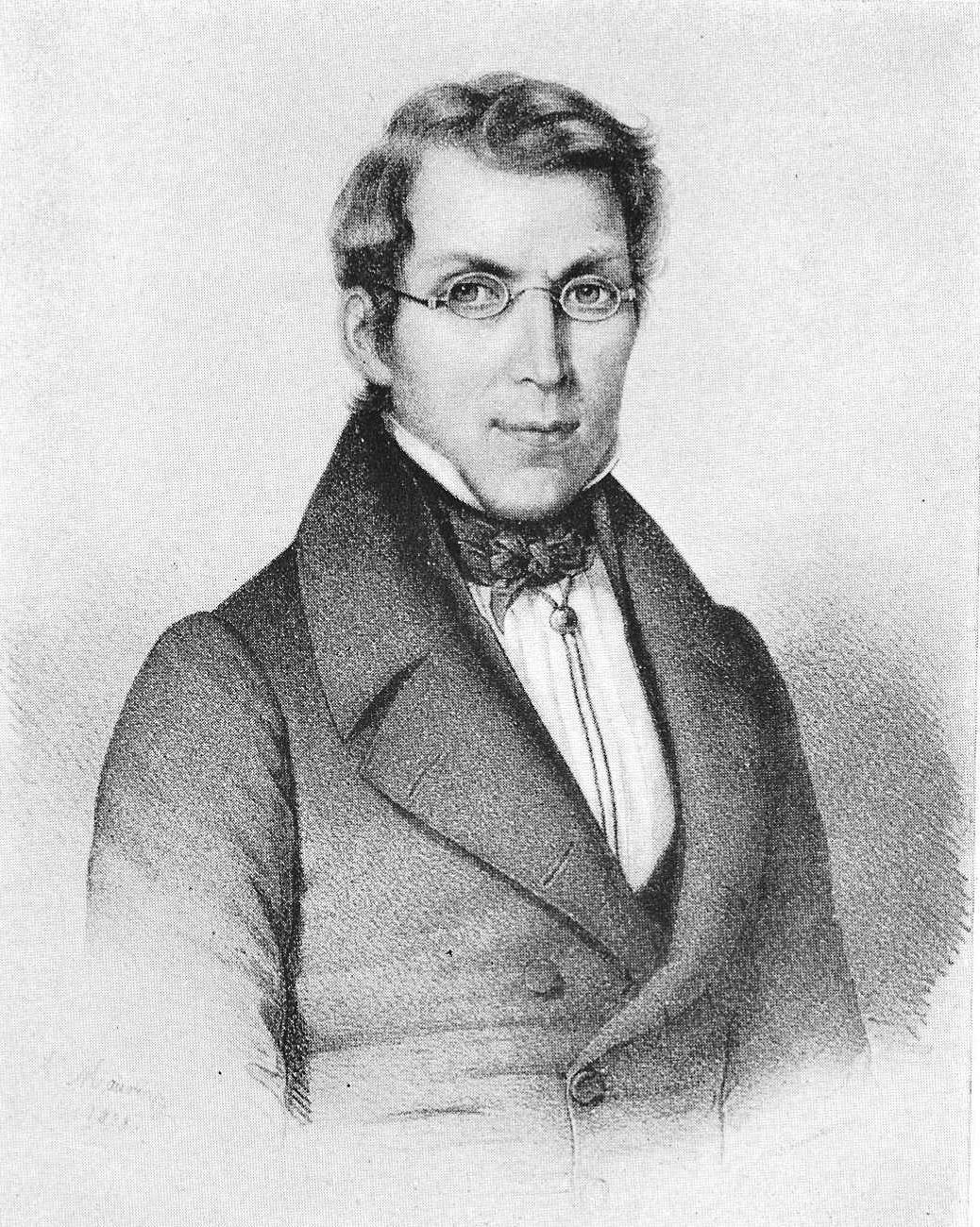
Alexandre Vinet

Im Jahre 1845 kam es zu einer Kirchenspaltung. Bei der Volksabstimmung über die Verfassung mussten die Pfarrer eine Proklamation der Regierung verlesen. Dieser Anordnung leisteten nicht alle Geistlichen Folge, worauf diese suspendiert wurden. Daraufhin demissionierten 184 Pfarrer und gründeten unter der Leitung von Alexandre Vinet und Charles Monnard eine vom Staat getrennte Freie Kirche, die Église évangélique libre du Canton de Vaud.
Erst ab dem Jahr 1863 wurden in der Église nationale der jeweilige Kirchgemeinderat (fr. conseil paroissial) durch die Gläubigen gewählt. Auch die Synode als Legislative und der Synodalrat als Exekutive wurden erst ab 1863 auf demokratischem Weg besetzt. Im Jahre 1966 fusionierten die beiden seit 1847 getrennten Kirchen zur heutigen Kantonalkirche.

## Organisation

### Kirchgemeinden und Regionen
Die Kirchgemeinden der Waadt sind territorial organisiert. Die Exekutive ist der jeweilige Kirchgemeinderat, die Legislative die Kirchgemeindeversammlung. Die Kirchgemeinden sind in 18 Regionen zusammengefasst, die jeweils von einem Regionalrat als Exekutive und einer Regionalversammlung als Legislative geführt werden. Zusätzlich gibt es regionale Versammlungen für Pfarrer, Katecheten und andere.